# Thierry Cadart
Pour les articles homonymes, voir Cadart.
Thierry Cadart, né le 24 mai 1960 à Saint-Cloud (Seine-et-Oise), est un enseignant et syndicaliste français, secrétaire général du Sgen-CFDT du 25 mai 2007 au 6 décembre 2012.
Il rejoint en décembre 2012 l'équipe de Laurent Berger à la direction confédérale de la CFDT et devient trésorier de l'organisation, fonction qu'il quitte après son élection en mai 2021 au poste de questeur du Conseil économique, social et environnemental (CESE).

## Biographie

### Jeunesse et carrière
Titulaire d'une licence de mathématiques, il passe avec succès en 1982 le Capes de mathématiques.
En 1982, il est stagiaire au lycée Condorcet de Saint-Quentin, dans l'Aisne. De 1985 à 1988, il devient titulaire académique dans l'académie d'Orléans-Tours. En 1988, il est nommé au lycée Racan, de Château-du-Loir, dans la Sarthe. De 1993 à juin 2006, il enseigne au collège Michelet de Tours puis à Bordeaux et dans le Gers, à Mirande, près d'Auch.
En 1983, il est militant socialiste. En 1990, il devient l'assistant parlementaire de Jean Proveux, député d'Indre-et-Loire.

### Action syndicale au Sgen-CFDT et à la CFDT
En 2002, il est élu secrétaire académique du Sgen-CFDT Midi-Pyrénées, avant de devenir en 2006 secrétaire national du Sgen-CFDT.
Le 25 mai 2007 il est élu secrétaire général du Sgen-CFDT. Il succède à Jean-Luc Villeneuve.
Depuis 2010 il est membre du Conseil économique, social et environnemental comme représentant des salariés au titre de la vie économique et dialogue social.
Réélu pour un nouveau mandat à la tête du Sgen-CFDT au congrès de Décines le 24 mai 2012, il annonce lors son élection son intention de passer le relais en cours de mandat.
Son départ se fait dès décembre 2012, Laurent Berger lui faisant rejoindre la nouvelle équipe dirigeante de la CFDT en qualité de trésorier confédéral, fonction où il est confirmé par le congrès de Marseille de la CFDT en juin 2014.
Il est élu en mai 2021 questeur du CESE, étant remplacé à la trésorerie de la CFDT par Frédéric Sève, qui lui avait déjà succédé comme secrétaire général du Sgen-CFDT.

## Décoration
- Chevalier de l'ordre national du Mérite (nomination le 15 mai 2025)[9].